# Levi Ackermann
Levi Ackermann (jap. リヴァイ・アッカーマン Rivai Akkāman) – postać fikcyjna, deuteragonista serii Atak Tytanów. Koncepcja postaci została stworzona przez Hajime Isayamę. Głosu w anime użyczył mu Hiroshi Kamiya.

## Opis postaci
Levi jest synem Kuchel Ackermann, prostytutki działającej w podziemnym półświatku stolicy. Po śmierci matki, został wychowany, przez jej starszego brata, Kenny’ego. Gdy wuj nauczył go wszystkiego co umiał, zostawił go samego. Levi był następnie znanym przestępcą w stolicy, gdzie został zwerbowany do zwiadowców przez Erwina Smitha. Jest spokrewniony z Mikasą. W Korpusie Zwiadowczym ma stopień 兵士長 (jap. Heishichō), czyli dosłownie „dowódca żołnierzy” lub „kapitan”. Jednak jego podkomendni tytułują go skrótowo 兵長 (jap. Heichō) czyli dosłownie „kapral”, co sprawia wrażenie, że jego tytuł jest zaniżany. Podczas procesu wojskowego Erena, Levi bije go na oczach wszystkich, uważając to za lekcję pokory dla Jaegera. Następnie dobrowolnie zgłasza się by pilnować Erena, deklarując zabicie go, gdyby okazało się, że jest wrogiem ludzkości. W czasie wyprawy na tereny zewnętrzne Levi jest osobistym ochroniarzem Erena, jednocześnie próbując zwabić Kobiecego Tytana w zasadzkę w lesie. Gdy to się udaje Ackermann wyjawia, ze zwiadowcy podejrzewają obecność szpiega w swoich szeregach. Z pomocą Mikasy, odbija Erena z rąk Kobiecego Tytana. Doznaje wówczas kontuzji, która uniemożliwia mu wzięcia udziału w operacji przeciw Annie Leonhart w stolicy.

## Odbiór
W 2013 roku Levi Ackermann został uznany za najlepszą postać męską w cyklu Anime Grand Prix miesięcznika Animage. W tej samej kategorii, magazyn Newtype sklasyfikował Ackermanna na piątym miejscu. Według pierwszego rankingu popularności Bessatsu Shōnen Magazine, Levi został najpopularniejszą postacią mangi Atak Tytanów. W drugim zestawieniu ponownie uplasował się na pierwszym miejscu.